# Fornyrðislag
Das Fornyrðislag ist ein altnordisches stabreimendes Versmaß, welches besonders charakteristisch für die Götter- und Heldenlieder der Lieder-Edda ist. Man bezeichnet es deshalb als eddisches Versmaß.
Neben dem Fornyrðislag besteht ein weiteres eddisches Versmaß, das sogenannte Ljóðaháttr. Vereinzelt finden sich für das Fornyrðislag außereddische Belege (auf dem Fyrbysten und dem Runenstein von Rök).

## Etymologie
Fornyrðislag bedeutet wörtlich übersetzt etwa „Versmaß alter Erzählung“ oder nach Andreas Heusler „Altredeton/Altmärenton“. Der Begriff besteht aus den altisländischen Worten forn (alt), yrði (Rede, Wort) und lag (etwas Liegendes oder eine Art und Weise). Er wurde von Snorri Sturluson eingeführt, der damit die Strophe 96 im Háttatal seiner Prosa-Edda bezeichnete.

## Aufbau
Eine Fornyrðislagstrophe besteht aus acht zweihebigen Verszeilen mit freier Silbenwahl. Die Fornyrðislagzeile entspricht der germanischen Langzeile, beziehungsweise deren Halbzeilen (An- und Abvers), und ist ebenfalls stabend.
| Z. 1 Hljóðs bið ek allar Z. 2 helgar kindir, Z. 3 meiri ok minni Z. 4 mögu Heimdallar; Z. 5 viltu at ek, Valföðr, Z. 6 vel fyr telja Z. 7 forn spjöll fira, Z. 8 þau er fremst of man. Völuspá, 1 | Gehör erbitt ich aller heiligen Geschlechter höherer und minderer Söhne Heimdalls; du willst, dass ich, Walvater, wohl erzähle ält'ste Kunde der Wesen, derer ich mich erinnre. Übersetzung (Arnulf Krause) | Gehör heisch ich heiliger Sippen, hoher und niedrer Heimdallssöhne: Du willst, Walvater, dass wohl ich künde, was alter Mären der Menschen ich weiß. Übersetzung (Felix Genzmer) |  |

Die Anverse tragen meistens zwei Stäbe. Der erste Stab fällt meistens auch auf die erste Starktonsilbe des Anverses. Der zweite Stab kann freier auf gesetzt werden. Im Abvers hingegen sollte immer die erste Starktonsilbe staben. Ein zweiter Stab darf nicht gesetzt werden. Daraus ergeben sich genau drei Arten die Stäbe in einer Langzeile zu verteilen (1 2 || 3 4, 1 2 || 3 4 und seltener 1 2 || 3 4). Vor den jeweils ersten Stäben einer Zeile sollen im Fornyrðislag möglichst keine unbetonten Silben stehen. Sowohl Genzmer als auch Krause gehorchen nicht exakt den metrischen Vorgaben, wobei Krause näher am Original ist, und Genzmer sich eine größere poetische Freiheit erlaubt.
Die Länge der Verse ist nicht festgelegt. Theoretisch können beliebig viele unbetonte Wörter eingefügt werden. Die Zeilen des Fornyrðislag neigen jedoch zur Viersilbigkeit. Man deutet diese Neigung entweder als Einfluss der Skaldendichtung, deren Verse immer feste Silbenanzahlen aufweisen mussten oder als Folge der typisch nordischen Reduzierung der Gesamtsilbenanzahl der Wörter überhaupt.